# Lévárt
Lévárt (szlovákul Leváre, korábban Strelnice) község Szlovákiában, a Besztercebányai kerület Nagyrőcei járásában.

## Fekvése
Tornaljától 11 km-re északra, a Keleti-Turóc partján fekszik.

## Története
A honfoglalás után területe a gyepűrendszer része volt. Első írásos említése 1427-ből származik „Lewart" néven. A 16. század második felében a Bebek család birtoka, később a Csákyaké lett. Régi fatemploma 1732-ben épült, helyére 1873-ban építették fel a mai templomot. Egykor híres fazekasfalu, azonban mára már kihalt ez a mesterség.
A 18. század végén Vályi András így ír róla: „LÉVÁRT. Magyar falu Gömör Várm. földes Urai Czékus Uraság, és mások, lakosai katolikusok, és másfélék, fekszik Deretsknek szomszédságában, mellynek filiája, határja közép termékenységű, 1/3 része soványas, legelője elég, piatza közel, fája mind a’ két féle van ’s némellyek tserép edényeket tsinálnak."
A 19. század közepén Fényes Elek eképpen írja le: „Lévárt, magyar falu, Gömör és Kis-Honth egyesült vmegyében, Gömörhöz észak-nyugotra 1 mfld.. 390 kath., 101 evang. lak. Határa részint dombos, részint róna; van makkos erdeje, s egy hideg ásványos forrása, melly köszvényben, sebekben foganatosnak tapasztaltatik. F. u. a Csernyus nemzetségbeliek."
Borovszky monográfiasorozatának Gömör-Kishont vármegyét tárgyaló része szerint: „Lévárt, túróczvölgyi magyar kisközség, 67 házzal és 309 róm. kath. lakossal. 1427-ben a Bebek család birtoka. Későbbi birtokosai a Csernyus, Thuránszky és a Hevessy családok. Most dr. Hartl Sándornak van itt nagyobb birtoka és úrilaka, melyet a Thuránszky család építtetett. A községhez tartozik Lévárt fürdő is, mely hajdan nagyon látogatott hely volt. A forrást Csernyus Pál fedezte fel és ő volt a fürdő alapítója. Őt magát is ide temették és síremléke ma is fennáll. A fürdő mai tulajdonosa Hevessy Bertalanné. A község postája Harkács, távírója és vasúti állomása Tornallya."
A trianoni diktátumig Gömör-Kishont vármegye Tornaljai járásához tartozott, ezután az új csehszlovák állam része lett. 1938 és 1945 között újra Magyarországhoz tartozott.

## Népessége
| Év:            | 1994. | 2004.   | 2014.   | 2024.    |
| -------------- | ----- | ------- | ------- | -------- |
| Emberek száma: | 101   | 102     | 94      | 77       |
| Eltérés:       |       | +0,99 % | -7,84 % | -18,08 % |

| Év:            | 2023. | 2024.   |
| -------------- | ----- | ------- |
| Emberek száma: | 81    | 77      |
| Eltérés:       |       | -4,93 % |

1910-ben 277-en, túlnyomórészt magyarok lakták.
2001-ben 104 lakosából 88 magyar, 10 szlovák és 6 cigány.
2011-ben 100 lakosából 86 magyar és 13 szlovák.
2021-ben 80 lakosából 67 magyar, 7 szlovák, 1 cigány, 2 egyéb és 3 ismeretlen nemzetiségű volt.

## Nevezetességei
- Szűz Mária Látogatása tiszteletére szentelt, római katolikus temploma 1873-ban épült.
- Nepomuki Szent János kápolna.
- Falumúzeuma a község lakóinak egykori életét, használati tárgyait mutatja be.
- A községben a népi építészet néhány szép példája látható.
- Gyógyforrását Csernyus Pál fedezte fel és fürdőt alapított itt. Langyos meszes vize főleg ízületi bántalmak ellen volt hatásos. A valaha nyüzsgő fürdőélet mára már a múlté, a fürdő csaknem eltűnt, teljesen leromlott állapotban van.
- Ujváry Zoltán 1991-ben megjelent Szülőföldön hontalanul című művében egy lévárti család sorsán keresztül dolgozta fel a Beneš-dekrétumok általi jogfosztottság korszakának eseményeit. 2021-ben szobrot állítottak a néprajzkutató emlékére.[8]